# Guillaume-Bertrand av Provence
Guillaume-Bertrand av Provence, även William V, Bertrand I och  Bertrand II, död 29 april 1090 eller 28 juli 1094, var greve av Provence från år 1051 till sin död. Han efterträdde sin far Folque-Bertrand I av Provence då fadern dog men fick inte markgrevetiteln som gick till farbrodern Geoffroi I. Han samregerade hela sitt liv med sin farbror och kusiner även om han erhöll markgrevetiteln när farbrodern dog år 1062.
År 1081, avstod Guillaume-Bertrand sin trohet mot tysk-romersk kejsaren och svor istället trohet till påven. När han dog gick markgrevetiteln till Raimond IV av Toulouse. 
Hans första fru var Theresa, dotter till Ramiro I av Aragonien och hans andra fru var Adelaide av Cavenez. Deras dotter Adelaide av Forcaqluier ärvde Forcalquier av sin farbror.